# 10e cérémonie des Teen Choice Awards
La 10e cérémonie des Teen Choice Awards a eu lieu le 4 août 2008 au Gibson Amphitheatre de Los Angeles et retransmise sur la chaîne FOX. Elle a été présentée par l'actrice Miley Cyrus.
Les prix récompensent les réalisations de l'année dans la musique, le cinéma, la télévision, le sport, la mode, la comédie, les jeux vidéo et d'internet, et ont été votés par les téléspectateurs âgés de 13 à 19.

## Performances
- Miley Cyrus – "7 Things"
- Mariah Carey – "I'll Be Lovin' U Long Time"

## Remettants
- James Marsden
- Danica Patrick
- Demi Lovato
- Josh Duhamel
- Rainn Wilson
- Sophia Bush
- Drake Bell
- Luke Ford
- Vanessa Hudgens
- Katharine McPhee
- Jesse McCartney
- Chad Michael Murray
- Leighton Meester
- Miranda Cosgrove
- Selena Gomez
- JoJo
- Minka Kelly
- Zac Efron
- Randy Jackson
- Rachel Bilson
- Chace Crawford
- Brittany Snow
- Scarlett Johansson
- LL Cool J
- Natasha Bedingfield
- The Cheetah Girls
- Thomas Dekker
- Summer Glau
- Brian Austin Green
- Adam G. Sevani
- Jon Chu
- Jerry O'Connell
- Niecy Nash
- David Archuleta
- David Cook
- Lil Mama
- Jordin Sparks
- Josh Holloway
- Kristen Bell
- Fergie

## Palmarès
Les lauréats sont indiqués ci-dessous en premier de chaque catégorie et en caractères gras.

### Cinéma
| Film : Action | Acteur : Action | Actrice : Action |
| --- | --- | --- |
| Le Monde de Narnia : Le Prince Caspian - Le Royaume interdit - Indiana Jones et le Royaume du crâne de cristal - Iron Man - Speed Racer      | Shia LaBeouf – Indiana Jones et le Royaume du crâne de cristal - Jackie Chan – Le Royaume interdit - Robert Downey Jr. – Iron Man - Harrison Ford – Indiana Jones et le Royaume du crâne de cristal - Emile Hirsch – Speed Racer                                                        | Rachel Bilson – Jumper - Abigail Breslin – L'Île de Nim - Diane Kruger – Benjamin Gates et le Livre des secrets - Gwyneth Paltrow – Iron Man - Christina Ricci – Speed Racer                                                                                           |
| Film : Dramatique | Acteur : Dramatique | Actrice : Dramatique |
| Sexy Dance 2 - Las Vegas 21 - August Rush - Into the Wild - Stop-Loss                                                                        | Channing Tatum – Stop-Loss - Jake Gyllenhaal – Détention secrète - Emile Hirsch – Into the Wild - Ryan Phillippe – Stop-Loss - Mark Wahlberg – La nuit nous appartient | Keira Knightley – Reviens-moi - Kate Bosworth – Las Vegas 21 - Scarlett Johansson – Deux Sœurs pour un roi - Keri Russell – August Rush - Reese Witherspoon – Détention secrète                                                                                        |
| Film : Horreur/Thriller | Acteur : Horreur/Thriller | Actrice : Horreur/Thriller |
| Je suis une légende - 30 jours de nuit - Cloverfield - Le Bal de l'horreur - The Strangers                                                   | Will Smith – Je suis une légende - Edward Burns – One Missed Call - Josh Hartnett – 30 jours de nuit - Scott Speedman – The Strangers - Michael Stahl-David – Cloverfield | Jessica Alba – The Eye - Brittany Snow – Le Bal de l'horreur - Shannyn Sossamon – One Missed Call - Liv Tyler – The Strangers - Odette Annable – Cloverfield |
| Film : Comédie | Acteur : Comédie | Actrice : Comédie |
| Juno - Baby Mama - Papa, la Fac et moi - Semi-Pro - SuperGrave                                                                               | Ashton Kutcher – Jackpot - Michael Cera – Juno - Will Ferrell – Semi-Pro - Jonah Hill – SuperGrave - James Marsden – Il était une fois | Elliot Page – Juno - Amy Adams – Il était une fois - Kristen Bell – Sans Sarah, rien ne va ! - Cameron Diaz – Jackpot - Sarah Jessica Parker – Sex and the City |
| Film : Comédie romantique | Révélation masculine de l'année | Révélation féminine de l'année |
| Jackpot - Coup de foudre à Rhode Island - Un jour, peut-être - Sans Sarah, rien ne va ! - Le Témoin amoureux                                 | Drake Bell – Super Héros Movie - Ben Barnes – Le Monde de Narnia : Le Prince Caspian - Michael Cera – SuperGrave - Jason Segel – Sans Sarah, rien ne va ! - Jim Sturgess – Las Vegas 21                                                                                                 | Elliot Page – Juno - Kristen Bell – Sans Sarah, rien ne va ! - Briana Evigan – Sexy Dance 2 - Mila Kunis – Sans Sarah, rien ne va ! - Jurnee Smollett – The Great Debaters                                                                                             |
| Film : Comédie sentimentale | Meilleure alchimie | Meilleur méchant |
| 27 robes - Il était une fois - L'Amour de l'or - PS I Love You - Sex and the City                                                            | Michael Cera, Jonah Hill et Christopher Mintz-Plasse – SuperGrave - Robert Downey Jr. et Terrence Howard – Iron Man - Tina Fey et Amy Poehler – Baby Mama - Shia LaBeouf et Harrison Ford – Indiana Jones et le Royaume du crâne de cristal - Chris Tucker et Jackie Chan – Rush Hour 3 | Johnny Depp – Sweeney Todd : Le Diabolique Barbier de Fleet Street - Cate Blanchett – Indiana Jones et le Royaume du crâne de cristal - Jeff Bridges – Iron Man - Samuel L. Jackson – Jumper - Susan Sarandon – Il était une fois                                      |
| Meilleur film de l'été - Action | Meilleur baiser | Meilleur combat |
| - The Dark Knight : Le Chevalier noir - L'Incroyable Hulk (The Incredible Hulk) - Voyage au centre de la Terre - Wanted : Choisis ton destin | Elliot Page et Michael Cera – Juno - Amy Adams et Patrick Dempsey – Il était une fois - Angelina Jolie et James McAvoy – Wanted : Choisis ton destin - Gwyneth Paltrow et Robert Downey Jr. – Iron Man - Liv Tyler et Edward Norton – L'Incroyable Hulk                                 | Christian Bale vs. Heath Ledger – The Dark Knight : Le Chevalier noir - Alien vs. Predator – Aliens vs. Predator: Requiem - Hayden Christensen vs. Jamie Bell – Jumper - Matt Damon vs. Joey Ansah – La Vengeance dans la peau - Ron Perlman vs. Luke Goss – Hellboy 2 |
| Meilleur film de l'été- Comédie | Meilleur acteur de l'été | Meilleure actrice de l'été |
| Max la Menace - Kung Fu Panda - Appelez-moi Dave - WALL-E - Rien que pour vos cheveux                                                        | Heath Ledger – The Dark Knight : Le Chevalier noir - Christian Bale – The Dark Knight : Le Chevalier noir - Steve Carell – Max la Menace - Edward Norton – L'Incroyable Hulk - Will Smith – Hancock                                                                                     | Angelina Jolie – Wanted : Choisis ton destin - Selma Blair – Hellboy 2 - Maggie Gyllenhaal – The Dark Knight : Le Chevalier noir - Anne Hathaway – Max la Menace - Liv Tyler – L'Incroyable Hulk                                                                       |

### Télévision
| Série : Dramatique | Acteur : Dramatique | Actrice : Dramatique |
| --- | --- | --- |
| Gossip Girl - Friday Night Lights - Grey's Anatomy - Dr House - Les Frères Scott | Chad Michael Murray – Les Frères Scott - Penn Badgley – Gossip Girl - Chace Crawford – Gossip Girl - Patrick Dempsey – Grey's Anatomy - Taylor Kitsch – Friday Night Lights                    | Blake Lively – Gossip Girl - Hilarie Burton – Les Frères Scott - Sophia Bush – Les Frères Scott - Katherine Heigl – Grey's Anatomy - Leighton Meester – Gossip Girl                                                  |
| Série : Action | Acteur : Action | Actrice : Action |
| Heroes - Lost : Les Disparus - Prison Break - Smallville - Terminator : Les Chroniques de Sarah Connor                                                                                         | Milo Ventimiglia – Heroes - Matthew Fox – Lost : Les Disparus - Josh Holloway – Lost : Les Disparus - Wentworth Miller – Prison Break - Tom Welling – Smallville                               | Hayden Panettiere – Heroes - Summer Glau – Terminator : Les Chroniques de Sarah Connor - Kristin Kreuk – Smallville - Ali Larter – Heroes - Evangeline Lilly – Lost : Les Disparus                                   |
| Série : Comédie | Acteur : Comédie | Actrice : Comédie |
| Hannah Montana - Desperate Housewives - How I Met Your Mother - Mon oncle Charlie - Ugly Betty                                                                                                 | Steve Carell – The Office - Neil Patrick Harris – How I Met Your Mother - Charlie Sheen – Mon oncle Charlie - Michael Urie – Ugly Betty - Barry Watson – Samantha qui ?                        | Miley Cyrus – Hannah Montana - Christina Applegate – Samantha qui ? - America Ferrera – Ugly Betty - Tina Fey – 30 Rock - Jaime Pressly – Earl                                                                       |
| Meilleure série animée | Télé réalité | Télé réalité de compétition |
| Les Griffin - American Dad! - Aqua Teen Hunger Force - Les Simpson - South Park | Laguna Beach : The Hills - L'Incroyable Famille Kardashian - Life of Ryan - Rob et Big - Une famille de Rev'                                                                                   | Oprah's Big Give - The Amazing Race - American Gladiators - Big Brother 9 - Survivor: Micronesia |
| Meilleur personnalité | Meilleur Vilain | Meilleure série de l'été |
| Tyra Banks – Top Model USA - Simon Cowell – American Idol - Heidi Klum – Projet haute couture - Lil Mama – America's Best Dance Crew - Ryan Seacrest – American Idol                           | Ed Westwick – Gossip Girl - Spencer Pratt – Laguna Beach : The Hills - Zachary Quinto – Heroes - Michael Rosenbaum – Smallville - Vanessa A. Williams – Ugly Betty                             | La Vie secrète d'une ado ordinaire - America's Best Dance Crew - Degrassi : La Nouvelle Génération - High School Musical: Get in the Picture - Tu crois que tu sais danser                                           |
| Meilleure nouveauté à la télévision | Meilleure révélation masculine de l'année | Meilleure révélation féminine de l'année |
| Gossip Girl - America's Best Dance Crew - Miss Guided - Samantha qui ? - Terminator : Les Chroniques de Sarah Connor                                                                           | Chace Crawford – Gossip Girl - Thomas Dekker – Terminator : Les Chroniques de Sarah Connor - Jabbawockeez – America's Best Dance Crew - Zachary Levi – Chuck - Ed Westwick – Gossip Girl       | Blake Lively – Gossip Girl - Summer Glau – Terminator : Les Chroniques de Sarah Connor - Leighton Meester – Gossip Girl - Taylor Momsen – Gossip Girl - Olivia Wilde – Dr House                                      |
| Personnage de Télé réalité masculine | Personnage de Télé réalité masculine | Personnage de Télé réalité féminine |
| David Cook – American Idol - Rob Dyrdek et Christopher Boykin – Rob et Big - Jabbawockeez – America's Best Dance Crew - Brody Jenner – Laguna Beach : The Hills - Ryan Sheckler – Life of Ryan | David Cook – American Idol - Rob Dyrdek et Christopher Boykin – Rob et Big - Jabbawockeez – America's Best Dance Crew - Brody Jenner – Laguna Beach : The Hills - Ryan Sheckler – Life of Ryan | Lauren Conrad – Laguna Beach : The Hills - Kim Kardashian – L'Incroyable Famille Kardashian - Heidi Montag – Laguna Beach : The Hills - Whitney Thompson – Top Model USA - Kristi Yamaguchi – Dancing with the Stars |